# Minareti Gaznija
Minareti Gaznija sta dva dovršeno okrašena stolpa minaretov v mestu Gazni v osrednjem Afganistanu. Zgrajena sta bila sredi 12. stoletja in sta edina ohranjena elementa mošeje Bahram šaha.. Dva minareta sta oddaljena 600 metrov in ležita na odprti ravnini, severovzhodno od mesta Gazni.
Minareta sta bila v 19. stoletju visoka 44 metrov, preden se je zgornja polovica obeh minaretov zrušila v potresu leta 1902. Zdaj sta minareta visoka približno 20 metrov. Oba minareta sta zgrajena iz žgane blatne opeke. Površina stolpov je lepo okrašena z zapletenimi geometrijskimi vzorci in koranskimi verzi na dovršenih ploščicah iz terakote. V 1960-ih sta bila oba stolpa opremljena s pločevinastimi strehami v omejenem prizadevanju za ohranitev.
Ruševine palače sultana Masuda III. so v bližini minareta Masuda III.

## Zgodovina
Minareti iz 12. stoletja so najbolj znani spomeniki mesta Gazni in so med zadnjimi ohranjenimi ostanki velikega Gaznavidskega cesarstva. Oba minareta se imenujeta minaret Masuda III. (Manar-i Mas'ud III) in minaret Bahram Šaha (Manar-i Bahram Shah) po vladarju, ki ju je zgradil, Masud III. (1099–1115 n. št.) in Bahram Šah (1118–1157 n. št.) Izkopana palača Masuda III. je v bližini stolpov.
Minareta sta bila višja, preden so bili zgornji deli sčasoma poškodovani in uničeni. Del vrha minareta Masuda III. je bil uničen v potresu leta 1902.

## Grožnje
Minareta Gazni nista dobro ohranjena ali zaščitena. Oba stolpa sta v nevarnosti zaradi naravnih elementov in politične nestabilnosti v Afganistanu. Ni osnovnih varnostnih ukrepov za preprečevanje vandalizma in stolpa potrebujeta novo streho, da se prepreči vdor vode.
Pročelje stolpov vsebuje zapletene geometrijske vzorce in koranske napise, ki zaradi izpostavljenosti dežju in snegu hitro propadajo. Dodatno jih prizadene bližnja cesta in območje je izpostavljeno občasnim poplavam.

## Galerija

### Minaret Masuda III.
Minaret Masuda III. je slogovno bolj zapleten in uporablja več različnih dekorativnih tehnik v primerjavi z minaretom njegovega sina Bahram Šaha.
- Minaret Masuda III., Gazni, zgrajen med letoma 1099 in 1115 n. Posneto v 19. stoletju. Zgornja polovica se je zrušila v potresu leta 1902.[6]
- Minaret Masuda III., Gazni, fotografiral Oscar von Niedermayer, 1916-1917
- Osnova minareta Masuda III. z zaščitno streho (2010)
- Detajl zapletene opeke na stolpu

### Minaret Bahram Šaha
Minaret Bahram Šaha se je zgledoval po minaretu njegovega očeta in je bil zgrajen nekaj desetletij pozneje (vladal je med letoma 1117 in 1152), vendar je slogovno preprostejši.
- Minaret Bahram Šaha leta 1839 z valjasto zgornjo polovico (padel leta 1902)
- Minaret Bahram Šaha, viden leta 2001
- Preostala osnova minareta Bahram Šaha v Gazniju
- Detajl okrasa